# Blair (métro léger d'Ottawa)
Pour les articles homonymes, voir Blair.
Blair est une station intermodale de transport en commun située à Ottawa, en Ontario (Canada). La station permet la correspondance la ligne 1 de l'O-Train, dont elle est le terminus est, et les circuits d'autobus empruntant le Transitway de l'est de la ville.

## Emplacement
Cette station est localisée dans le quadrant nord-ouest de l'intersection du chemin Blair et de l'autoroute Queensway (en), dans l'ancienne cité de Gloucester, dans l'est ottavien. Elle dessert les quartiers Carson Grove-Carson Meadows (en) et Pineview (en), dans le district de Beacon Hill-Cyrville (en). On trouve à proximité de la station le Centre Gloucester, de même que de nombreux édifices à bureaux et sièges sociaux de Télésat Canada, Bank of America Canada, du Centre de la sécurité des télécommunications, du Service canadien du renseignements de sécurité et du Conseil national de recherche du Canada. Le Collège La Cité est également situé dans le district desservi par la station,. 
Une passerelle piétonne intégrée à l'architecture de la station donne accès au campus d'affaires et au quartier résidentiel de Pineview situés au-delà du Queensway. 

## Histoire

### Toponymie
La station est nommée d'après le chemin Blair. Autrefois nommé « chemin Skead », son nom actuel rend hommage à James Henry (Jim) Blair, inventeur et militaire. Né en 1881 dans le canton de Gloucester, il se fait remarquer pour avoir sculpté une bicyclette fonctionnelle à partir de bois de frêne et de pièces de moissonneuse-lieuse à l'âge de 17 ans,,. Il avait auparavant gagné le concours de sculpture du Montreal Witness grâce à la représentation d'un cochon en argile.

À Montréal, Blair s'engage dans les Hussars pour servir dans la seconde guerre des Boers. Par la suite, il s'installe à Québec et contribue au développement de la carabine Ross pendant la Première Guerre mondiale. Il meurt aux États-Unis en 1955.

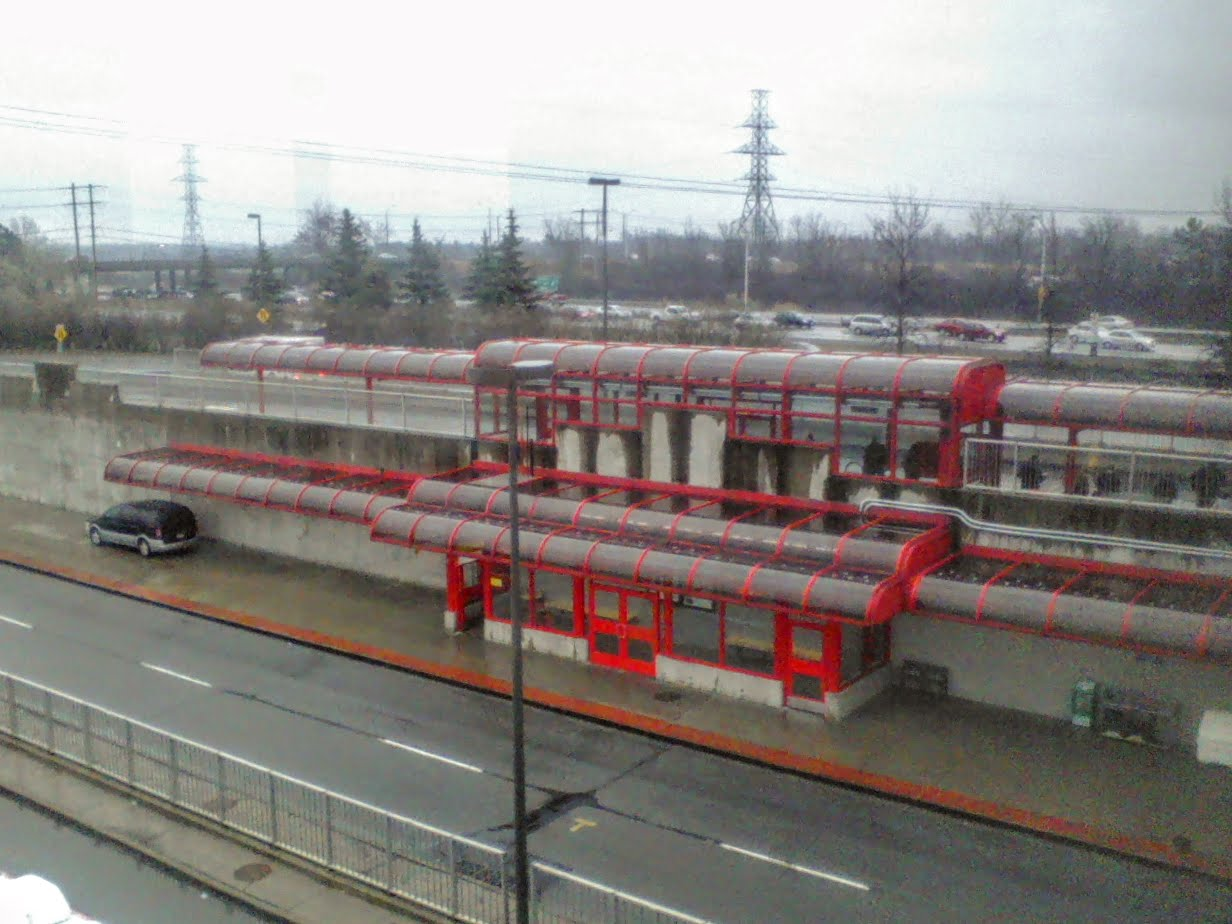
Avant la construction de l'O-Train, la station était un important terminus d'autobus.

### Construction
La station de bus à haut niveau de service (BHNS) est inaugurée en tant que terminus est du Transitway le 23 juin 1989, de concert avec un prolongement de la voie réservée depuis la station St-Laurent,. 
Vingt-six ans plus tard, presque jour pour jour, les voies du Transitway ferment afin de permettre les travaux de conversion du BHNS en train léger. Les quais du BHNS et de l'O-Train sont rouverts le 14 septembre 2019, alors qu'est inaugurée la Ligne de la Confédération.   

## Aménagement

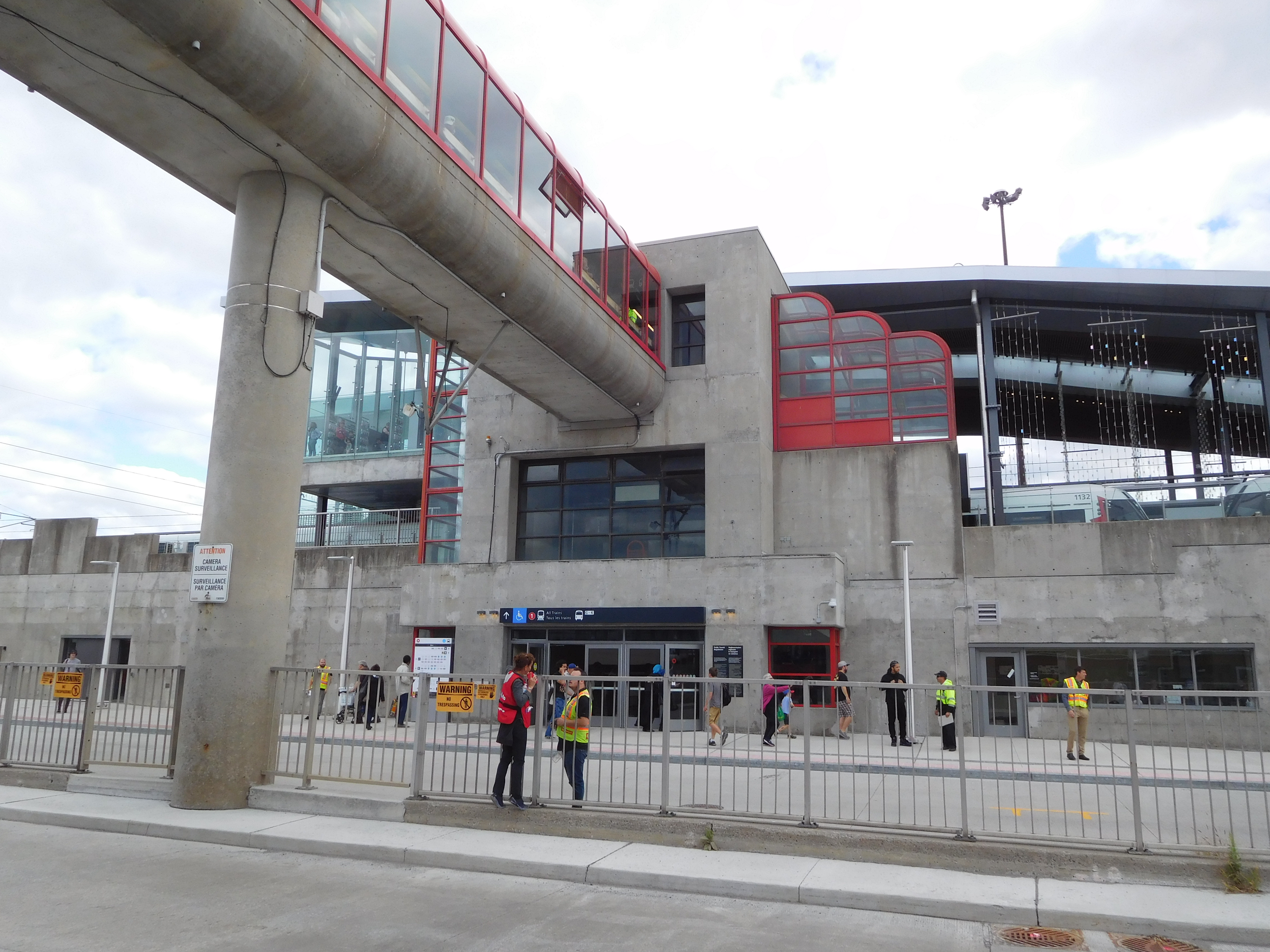
La station est un enchevêtrement de passerelles, de voies ferrées et de voies réservées disposés sur trois niveaux.

Le quai central du train léger est construit niveau de la rue, sans la croiser à niveau. Bien qu'il s'agisse d'une station terminale, les deux côtés du quai sont utilisés pour le débarquement et l'embarquement des passagers. 
Sous les voies du métro léger, deux accès sans contrôle sont aménagés depuis les quais A à E du Transitway, sur le flanc sud de la gare routière. Au-dessus des quais, la passerelle piétonne permet de relier l'édicule près du centre Gloucester au côté sud du Queensway. Un accès est aménagé depuis cette passerelle; une petite salle de contrôle munie de tourniquets est installée dans un hall donnant sur un ascenseur et un escalier mécanique vers les voies du train léger. 
Du côté nord des voies du Transitway, un édicule sur trois niveaux permet de relier, grâce à un ascenseur et des escaliers mécaniques, les quais de la gare routière, le centre commercial et la passerelle au-dessus de la station. 
La gare routière comprend 8 quais latéraux, sous le niveau de la rue. 
L'œuvre d'art public de la station, intitulée Lightscape, est réalisée conjointement par cj fleury et Catherine Widgery. Il s'agit d'une série de rideaux de perles réfléchissantes aux couleurs vives.